# Non è un'altra stupida commedia americana
Non è un'altra stupida commedia americana (Not Another Teen Movie) è un film uscito nel 2001, prodotto dalla Columbia Pictures e diretto da Joel Gallen. È un'irriverente commedia e una parodia dei film adolescenziali dell'epoca.
La trama generale è basata su Kiss Me, ma anche contiene allusioni ad American Pie, Cruel Intentions - Prima regola non innamorarsi, 10 cose che odio di te, Porky's, Ragazze nel pallone, Giovani, pazzi e svitati, Mai stata baciata, American Beauty, Varsity Blues, Quasi famosi, Sixteen Candles - Un compleanno da ricordare, Breakfast Club, Bella in rosa, Grease, Risky Business e altri.

## Trama
Jake Wyler, il ragazzo più popolare della scuola, è appena stato scaricato dalla sua ormai ex ragazza Priscilla, capitano della squadra delle cheerleader. 
I tonti amici di Jake gli propongono una scommessa: quella di trasformare la bruttina Janey Briggs in reginetta del ballo; Janey è una ragazza sola ed isolata, con gli occhiali spessi, la coda da cavallo e la salopette sporca di vernice. 
Tra i due nasce un forte legame e Jake finisce per innamorarsene, aiutandola anche a cambiare look per una festa (questo grazie all'aiuto di sua sorella, Catherine Wyler). Per l'ultima partita della stagione di football, Jake, giocando solo 25 secondi, sbaglia il passaggio decisivo, facendo perciò perdere la sua squadra; Janey lo rincuora, ma sopraggiunge un amico di Jake, Austin, che, arrabbiato per l'esito del match, rivela alla ragazza la storia della scommessa, facendola scappare in lacrime. 
Dopo qualche tempo, al ballo di fine anno, Janey viene accompagnata da Austin, ma scappa dopo aver visto Jake (il quale, nel frattempo, è stato eletto "Re del ballo"). Jake, non trovandola più, cerca di rintracciarla, ma si imbatte in Ricky, il migliore amico di Janey, anch'egli innamorato di lei; si viene a creare così una gara tra i due, ma il primo a raggiungere la casa della ragazza è Jake, in quanto il rivale è stato colpito da un pullman. 
Il padre di Janey rivela a Jake che sua figlia sta partendo per Parigi, meta tanto ambita dalla giovane; Jake si fionda all'aeroporto e riesce a fermare Janey che si stava imbarcando, dichiarandole i propri sentimenti. 
Nel mentre, il fratello minore di Janey e due suoi amici del primo anno, proprio come fece Jake con il suo gruppo, si pongono come obiettivo quello di trovarsi una ragazza prima del diploma.

## Personaggi
- Janey Briggs (Chyler Leigh) è una giovane ragazza che sogna di diventare una pittrice ma che è bandita dai suoi compagni di classe perché porta  gli occhiali, la coda di cavallo e si veste con delle tute sempre macchiate di vernice. Con l'aiuto di Catherine Wyler diventerà una bellissima ragazza.
- Jake Wyler (Chris Evans) è una stella di football americano ed è il ragazzo più popolare della scuola.
- Catherine Wyler (Mia Kirshner), la sorella di Jake, è una bomba sexy. La ragazza è sempre alla ricerca di sesso, tanto da desiderare anche il fratello.
- Priscilla (Jaime Pressly) è l'ex-ragazza di Jake, è la tipica cheerleader bionda e antipatica di tutte le commedie americane, che si veste di rosa e gira per i corridoi della scuola con le due amiche brune al seguito.
- Malik (Deon Richmond), come peraltro dice all'interno del film, è l'unico personaggio nero. In una scena in cui vede un altro ragazzo nero gli si avvicina e dice: "Ehi scusa, sono io l'unico nero ufficiale" (chiara allusione all'usanza dei registi americani di inserire solitamente un solo personaggio nero nei cast).

## Colonna sonora
La colonna sonora del film, Not Another Teen Movie - Music From The Motion Picture, è stata pubblicata in formato CD dall'etichetta discografica Maverick nel 2001. Nel 2017 l'album è stato ristampato in LP dalla Enjoy The Ride Records/Brookvale Records per il mercato statunitense. Tra i brani utilizzati anche Tainted Love nella versione di Marilyn Manson.

## Accoglienza

### Incassi
Il film ha incassato globalmente 66,468,332 dollari, di cui 38,252,284 provenienti dalle sale cinematografiche statunitensi e canadesi.

### Critica
L'aggregatore di recensioni online Rotten Tomatoes ha assegnato al film una percentuale di gradimento pari al 29% sulla base di 99 critiche con un voto medio del 4.29/10.

## Riconoscimenti
- 3 nomination agli MTV Movie Awards 2002: "miglior cameo" (Molly Ringwald), "miglior bacio" (Mia Kirshner e Beverly Polcyn), "miglior battuta" (Jaime Pressly)
- 1 nomination ai Teen Choice Awards 2002: "miglior commedia"